# Sarre (Tortora)
Sarre is een plaats (frazione) in de Italiaanse gemeente Tortora (CS).